# 叶庸方
叶庸方（1903年－1944年），民国时期天津名士，天津人，祖籍浙江镇海。以京剧票房著名，并办有多种实业、杂志，是中国京剧现代化的先驱，著名报人。

## 生平
祖籍浙江宁波府镇海县，有文献误作定海。家父为津门大买办叶星海。大清光绪二十九年，即1903年，出生于天津叶府，是叶家独生子。幼年家庭教师张荣奎。
叶庸方早年求学于天津新学书院。1928年，叶星海因病逝世，叶庸方继掌父亲创办的永兴洋行，成为天津大买办，聘严逸文为经理，自己投身京剧文艺业。
1928年6月27日，出资与王镂冰创办《天津商报》，是天津现代商业报纸之始，畅销一时。并创办天津《商报画刊》。并是天津《庸报》发行人。1933年1月1日，出资创办《风月画报》。
1931年，出任天津回力球场华方经理，主持兴建回力球场。天津回力球场是天津历史上首个现代球场、游乐场。
曾斥巨资创办永兴国剧社，振兴国剧（即京剧），是民国天津京剧三大票房之一，中国著名京剧票号，为京剧发展贡献颇著。曾在上海和张啸林合资，创立长城唱片公司，是中国京剧唱片事业的先驱，为京剧现代化之肇始。

## 代表作品
叶庸方出资录制了很多京剧名角名目的唱片。
- 邀请当时四大名旦，共同录制京剧《四五花洞》唱片
- 邀请杨小楼、梅兰芳联合录制全本《霸王别姬》

## 家庭
- 父 叶星海
- 妻 马艳云，著名演员[7]